# Kuczyn (powiat wysokomazowiecki)
Kuczyn – wieś w Polsce położona w województwie podlaskim, w powiecie wysokomazowieckim, w gminie Klukowo. Leży nad Nurcem.
Miejscowość jest siedzibą parafii rzymskokatolickiej Zmartwychwstania Pańskiego, należącej do metropolii białostockiej, diecezji łomżyńskiej, dekanatu Szepietowo. W pobliżu znajduje się cmentarz parafialny.

## Historia

### Historia miejscowości
Kuczyn istniał już za czasów kasztelanii święckiej. W dokumencie wymieniającym włości kościoła płockiego z początku XIII w. wzmiankowana miejscowość Czucicz, przez językoznawców utożsamiana z Kuczynem.
Pod koniec XIV w. Książę Janusz I nadał tu ziemię rycerzom z Czachów, pochodzących prawdopodobnie z Czachowa w okolicy Płocka.
Na początku XV w. Podlasie znalazło się w strefie wpływów książąt litewskich. Za zasługi w wojnie z Krzyżakami w 1413 roku książę Witold nadał Florianowi herbu Ślepowron z Gąsiorowa koło Pułtuska włości w tej okolicy. Razem z braćmi: Wawrzyńcem, Jakubem, Stanisławem i Marcinem założyli osadę zwaną Kuczynem Mniejszym, dla odróżnienia od istniejącego Kuczyna Większego, będącego własnością rodziny z Czachów.
Bracia, zwani później Kuczyńskimi, przed rokiem 1429 wykupili działy Mikołaja, Jakuba i Dobka z Czachów. W tym samym roku książę Witold Kiejstutowicz potwierdził ich prawa do Kuczyna Większego. W 1533 własność potwierdzona ponownie.
Inni znani właściciele Kuczyna:
- Mikołaj. Miał syna Jakuba, który w roku 1477 był słuchaczem Akademii Krakowskiej, gdzie uzyskał tytuł bakałarza. Następnie został kanonikiem wileńskim i plebanem w Mejszagole[8].
- 1547 – Klemens z synowcami posiadał w Kuczynie, Gródku, Trojanówku, Wichowie i Żabińcu 50 łanów chełmińskich. Drugi z Kuczyńskich, Łukasz z braćmi i synowcami posiadał działy w Kuczynie Wielkim, Trojanowie, Klukowie, Sobolewie, Malinowie i Kapłani, w sumie 100 łanów chełmińskich. Według ówczesnego prawa Klemens miał w razie wojny wystawić pięciu, a Łukasz dziesięciu konnych
- 1580 – we wsi było siedmiu dziedziców. Najbogatszy z nich: Ślachetny Andrzej Kuczyński, dał z włók ziemskich 6, po gr. 15. Do końca XVII wieku wszystkie działy w Kuczynie odbywały się między Kuczyńskimi, Lubowickimi, Kostrami, Łuniewskimi oraz Wyszyńskimi
- druga połowa XVII – Walenty Kuczyński, sędzia grodzki drohicki, rządny i gospodarny doszedł do znacznej fortuny i skupił cały prawie Kuczyn i Kluków z przyległościam. Po jego śmierci dobra Kluków stały się własnością Wiktoryna, natomiast dobra Kuczyn w 1691 roku przejął młodszy brat Marcin Kuczyński
- po bezpotomnej śmierci Marcina Kuczyńskiego majątek objął Kazimierz Kuczyński, syn Wiktoryna
- 1756 – wdowa po Kazimierzu, Anna z Narzymskich oraz ich dzieci: Józef, Joachim, Barbara i Marianna
- 1805 – przypadkiem zastrzelił się Józef Kuczyński, ostatni dziedzic Kuczyna z rodu Kuczyńskich
- dzieci Barbary z Kuczyńskich Starzeńskiej
- Starzeńscy, do połowy XIX wieku, następnie rodzina Leśniewskich
- 1864 -w ramach uwłaszczenia powstało tu 29 gospodarstw chłopskich na 432 morgach ziemi
- Na początku XX wieku dobra kuczyńskie należały do rodziny Zambrzyckich, następnie do Skolimowskich[7]

W 1827 r. w miejscowości było 31 domów, w których mieszkało 204 mieszkańców.
Dobra kuczyńskie liczące w 1866 r. 2268 morgów składały się z folwarków: Kuczyn, Gródek i Wiktorzyn oraz wsi: Kuczyn, Malinowo, Gródek i Kostry-Podsędkowięta.
W latach 80. XIX w. we wsi znajdował się dom schronienia dla starców i kalek, wybudowany w roku 1860 z zapisu prywatnego. Poza tym dwa młyny wodne oraz gorzelnia.
W 1921 roku miejscowość dzieliła się na trzy części:
- Kuczyn wieś z 35 domami i 243 mieszkańcami, w tym 11 Żydów
- Kuczyn Folwark z 5 domami i 46 mieszkańcami, w tym 8 Żydów
- Kuczyn osada młyńska[7]

Przed 1879 powstała tutaj jednoklasowa szkółka elementarna, notowana do 1914 roku. W 1922 istniała dwuklasowa szkoła powszechna, licząca 105 uczniów. W następnych latach szkoła jednoklasowa. Od 1930 przemianowana na trzyklasową (170 uczniów). Nauczycielami byli: Józef Kulesza, Zofia Rewakowska, August Wojtowicki.
W roku szkolnym 1938/1939 we wsi działała szkoła powszechna II stopnia, w której pracowało 4 nauczycieli i uczyło się 226 uczniów.
Przed II wojną światową funkcjonowała tu spółdzielnia o nazwie Swój do Swego. Wyrobem masła zajmował się L. Mendelbaum. Młyn stanowił własność M. Szpitalnego.
W 1943 Niemcy aresztowali i zamordowali w Ciechanowcu Leopolda Drzymulskiego, prowadzącego tajne nauczanie. W 1945 r. partyzanci polscy stoczyli w lesie między Kuczynem a Ciechanowcem potyczkę z wojskiem sowieckim i siłami UB. W odwecie 2 maja 1945 r. Rosjanie i żołnierze Armii Ludowej podpalili połowę Kuczyna od strony Ciechanowca. Zastrzelono przy tym jedną osobę (kowala) i raniono kilkunastoletniego chłopca.
W latach 1954–1972 wieś należała i była siedzibą władz gromady Gromady Kuczyn.
W latach 1975–1998 miejscowość należała administracyjnie do województwa łomżyńskiego.

### Historia kościoła
Pierwszy kościół parafialny pw. św.: Andrzeja Apostoła, Wawrzyńca, Marii Magdaleny i Elżbiety erygował w roku 1419 biskup włodzimierski Grzegorz. Fundatorami: Wawrzyniec, Florian, Jakub, Stanisław i Marcin z Gąsiorowa, protoplaści Kuczyńskich. Parafia uposażana w półwłóczek gruntu.
W księdze konsystorza janowskiego pod datą 1478 i 1485 wzmiankowani bez podania imion plebani z Kuczyna.
W roku 1580 plebanem w Kuczynie był Nikodem Mioduszewski, który równocześnie pełnił rolę proboszcza ciechanowieckiego. W 1613 Maciej Niewiński był plebanem w Kuczynie i Ciechanowcu.
W 1657 wojska księcia siedmiogrodzkiego Jerzego II Rakoczego, sprzymierzone ze Szwedami spaliły kościół w Kuczynie. W 1677 w jego miejsce wzniesiono nowy, konsekrowany w 1685.
W roku 1793 kościół parafialny, drewniany, pw. Imienia Jezusa i św. Magdaleny, wystawiła Anna z Narzyńskich (1. voto Kuczyńska, 2. voto Zalewska). Świątynia spłonęła w roku 1885.
Obecny kościół murowany w stylu neogotyckim wybudowano w latach 1888-1893 według projektu Jana Hinza, staraniem ks. proboszcza Karola Markowskiego. Konsekrowany w 1912 r. przez biskupa sejneńskiego Antoniego Karasia.
W latach 80. XIX w. parafia liczyła 4528 wiernych.
W latach 1971–1980 ks. prob. Piotr Łada wyremontował kościół.
4 czerwca 2021 r. do kościoła zostały wprowadzone relikwie Św. Floriana.

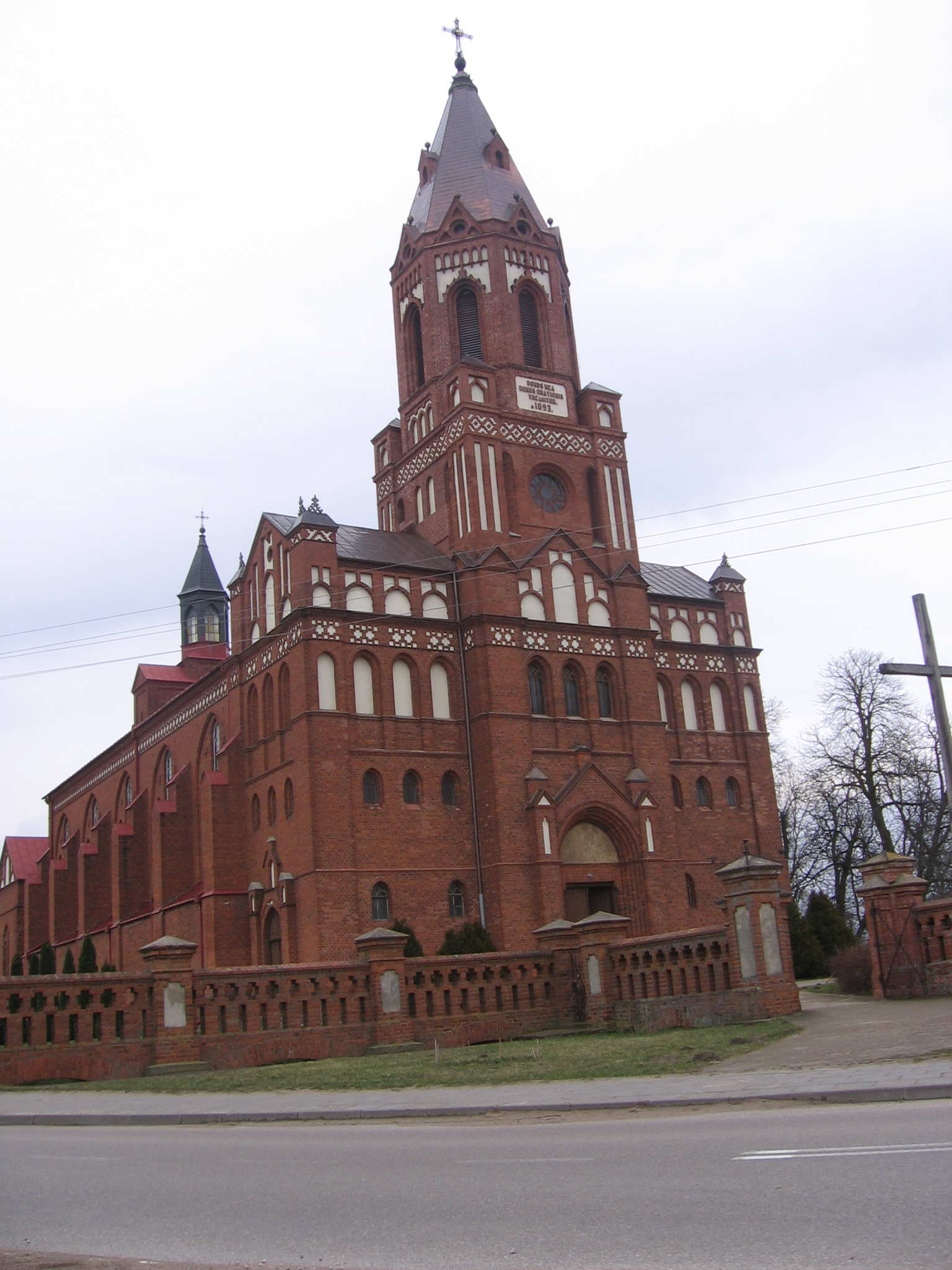
Kościół parafialny w Kuczynie

## Obiekty zabytkowe
- zespół kościoła parafialnego, nr rej.:A–280 z 23.03.1987
  - kościół pod wezwaniem Zmartwychwstania Pańskiego, 1888-1893
  - kostnica murowana z końca XIX w.
  - plebania murowana z 1896 r.
  - ogrodzenie z bramą i kapliczkami z końca XIX w.[16].
  - cmentarz przykościelny
- cmentarz rzymskokatolicki
- kapliczka murowana, XIX w.[17]
- cmentarz wojenny z I wojny światowej[18].
- Mogiła zbiorowa żołnierzy Wojska Polskiego z 1939 r[19].

## Współcześnie
W latach 1996–1997 zbudowano jaz na rzece Nurzec mający na celu ograniczenie wahań wody w korycie i ruchu rumowiska wleczonego, podniesienie lustra wody gruntowej w dolinie, zwiększenie ilości wód stojących przez napełnienie starorzeczy, produkcję energii elektrycznej. Jaz z mostem i elektrownia zastąpiły istniejący w tym miejscu drewniany most.

## Organy użyteczności publicznej
- Ochotnicza Straż Pożarna, jednostka typu „S” włączona do Krajowego Systemu Ratownictwa Gaśniczego[17] Posiada strażnicę z boksami garażowymi.